# Ruine Lägelen
Die Ruine Lägelen, auch Wagenburg genannt, sind die Reste einer Höhenburg oberhalb von Hausen im Tal, einem Ortsteil der Gemeinde Beuron im baden-württembergischen Landkreis Sigmaringen.
Von der nach den Rittern von Lägelen benannten Burg wird berichtet, dass in den Höhlen unter dem Burgfelsen eine grausame Jungfrau ihr Unwesen treibe. Mit ihrem schwarzen Pudel soll sie bis auf den heutigen Tag einen Schatz hüten.

## Geographische Lage
Die Burg befand sich 350 Meter südöstlich der Kirche von Hausen im Tal auf einer gegen das Donautal unmittelbar vorspringenden Felsklippe. Heute zeugen noch geringe Mauerreste von der Spornburg auf rund 775 m ü. NN auf dem so genannten „Schlossfelsen“, über dem heutigen Campingplatz „Wagenburg“.

## Geschichte

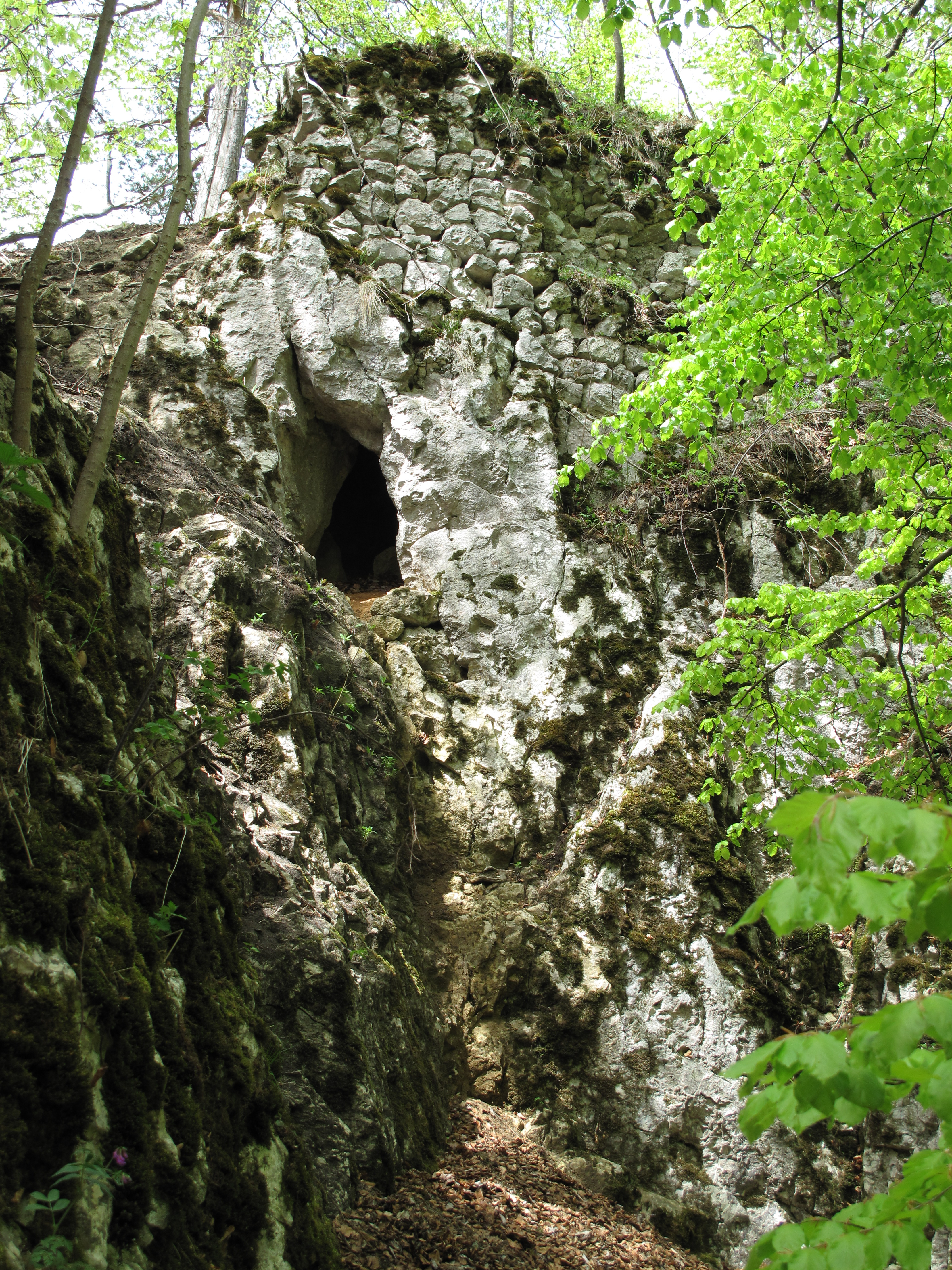
Rest der Schildmauer über der kleinen Höhle

Die im Volksmund bezeichnete Wagenburg war eine Gründung der Ritter von Lägelen. Ihre Entstehung wird um 1100 angenommen. Eine erste schriftliche Quelle findet sich 1243 mit der Erwähnung eines Nordewinus de Lagelun. Nur wenige Jahrzehnte später folgte die wahrscheinliche Übersiedlung nach Pfullendorf. 1277 wird letztmals einer der Ritter von Lägelen mit Cunradus als Bürger in Pfullendorf genannt. Um 1380 war die Anlage nur noch Burgstall und als Lehen in Besitz der Herren von Hausen. 1424 weitere Nennung als Burgstall. 1516 ist die zerfallene Burg Lägelen im Besitz des Sixtus von Hausen. Um 1850 sollen von ihr noch brusthohe Mauern gestanden haben.

## Beschreibung

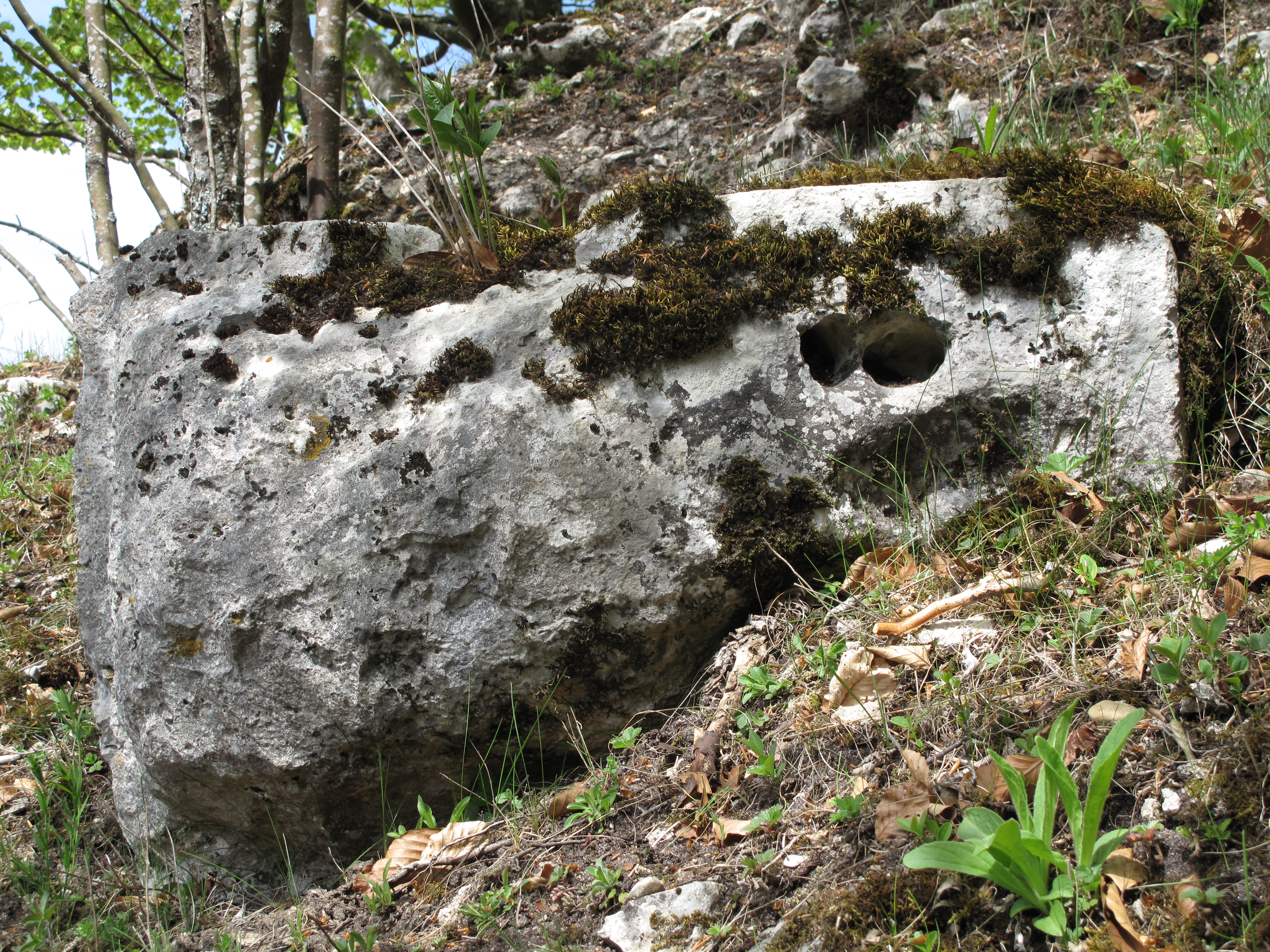
Großer Buckelquader auf der Südseite

Die mit einer Grundfläche von etwa 26 × 20 Metern nicht sehr große Kernburg wurde von einem tief in den Fels eingeschnittenen Halsgraben sowie zwei weiteren flachen Gräben im Vorfeld des Spornfußes gegenüber der Albhochfläche gesichert. Möglicherweise vervollständigte eine kleine Vorburg auf einer hinter dem zweiten Graben liegenden Fläche von 15 × 20 Metern den Schutz des Zugangs zur Kernburg. Ausschließlich hier finden sich die wenigen erhaltenen Mauerreste. Hinter einem felsigen Kamm, über den der Aufstieg zur Kernburg erfolgt, stehen über einer kleinen Höhle die Reste einer 3,30 Meter starken und etwa 4 Meter hohen Schildmauer. Talseitig und in der Nordecke finden sich bis zu zwei Meter hohe Futtermauerreste. Auf der Südseite hat sich eine Lage großer Buckelquader erhalten, die auf ein massives Bauwerk (möglicherweise einen Bergfried) hindeuten.